# Ручний ежектор

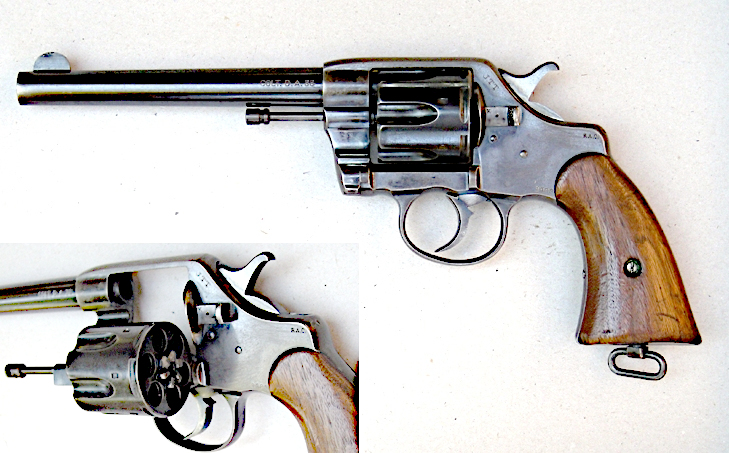
Револьвер Colt New Army Model 1892 з ручним ежектором

Ручний ежектор — деталь револьвера, яку зараз використовують у більшості револьверів подвійної дії.

## Конструкція
Ручний ежектор — барабан, який на шарнірі відкидається вбік, а після натискання на стрижень відбувається викидання порожніх гільз. Термін «ручний ежектор» ввела компанія Smith & Wesson для позначення класу револьверів, які відрізнялися від револьверів з «переламною» рамкою, в яких ствол піднімався догори або опускався донизу і відбувалася «автоматична» екстракція гільз.